# Villa urbana
Villa urbana (na latinskom gradska vila) je starorimski kompleks zgrada. Bila je mjesto gdje je živio vlasnik sa svojom obitelji. Ona je nalikovala bogatom domusu te osobe u gradu. Zidovi su bili oslikani, a podovi prekriveni umjetničkim mozaicima. Klasična arheologija razlikuje villu urbanu od ville rustice.
Prema Pliniju Starijem, villa urbana bila je boravište u prirodi do koje je bilo lako doći iz Rima ili nekog drugog grada.
U Hrvatskoj je poznata villa urbana u središtu povijesne jezgre grada Nina.